# Potentilla gorokana
Potentilla gorokana är en rosväxtart som beskrevs av C. Kalkman. Potentilla gorokana ingår i Fingerörtssläktet som ingår i familjen rosväxter. Inga underarter finns listade i Catalogue of Life.